# Rally-VM 2025
Rally-VM 2025 är den 53:e säsongen av FIA:s Rally-VM. Säsongen startade med Monte Carlo-rallyt och avslutas med Rally Saudiarabien.

## Kalender
| Datum             | Rally                    | Bas                          | Underlag     | Segrande förare | Kartläsare       | Bil                    |
| ----------------- | ------------------------ | ---------------------------- | ------------ | --------------- | ---------------- | ---------------------- |
| 23–26 januari     | Monte Carlo-rallyt       | Monte Carlo, Monaco          | Asfalt & Snö | Sébastien Ogier | Vincent Landais  | Toyota GR Yaris Rally1 |
| 13–16 februari    | Svenska rallyt           | Umeå, Västerbotten           | Snö          | Elfyn Evans     | Scott Martin     | Toyota GR Yaris Rally1 |
| 20–23 mars        | Safarirallyt             | Nairobi, Nakuru              | Grus         | Elfyn Evans     | Scott Martin     | Toyota GR Yaris Rally1 |
| 24–27 april       | Rally Islas Canarias     | Las Palmas, Kanarieöarna     | Asfalt       | Kalle Rovanperä | Jonne Halttunen  | Toyota GR Yaris Rally1 |
| 15–18 maj         | Rally de Portugal        | Matosinhos, Porto            | Grus         | Sébastien Ogier | Vincent Landais  | Toyota GR Yaris Rally1 |
| 5–8 juni          | Sardinienrallyt          | Olbia, Sardinien             | Grus         | Sébastien Ogier | Vincent Landais  | Toyota GR Yaris Rally1 |
| 26–29 juni        | Akropolisrallyt          | Lamia, Fthiotis              | Grus         | Ott Tänak       | Martin Järveoja  | Hyundai i20 N Rally1   |
| 17–20 juli        | Rally Estland            | Tartu, Tartumaa              | Grus         | Oliver Solberg  | Elliot Edmundson | Toyota GR Yaris Rally1 |
| 31 juli–3 augusti | Finska rallyt            | Jyväskylä, Mellersta Finland | Grus         | Kalle Rovanperä | Jonne Halttunen  | Toyota GR Yaris Rally1 |
| 28–31 augusti     | Rally del Paraguay       | Encarnación, Itapúa          | Grus         |                 |                  |                        |
| 11-14 september   | Rally Chile              | Concepción, Biobío           | Grus         |                 |                  |                        |
| 16-19 oktober     | Centraleuropeiska rallyt | Bad Griesbach, Bayern        | Asfalt       |                 |                  |                        |
| 6–9 november      | Rally Japan              | Toyota, Chubu                | Asfalt       |                 |                  |                        |
| 27–30 november    | Rally Saudiarabien       | Jidda, Mecka                 | Grus         |                 |                  |                        |